# Elecciones generales de los Países Bajos de 2023
Las elecciones generales de los Países Bajos del 22 de noviembre de 2023 se celebraron para elegir a los miembros de la Cámara de Representantes. Se esperaba que las elecciones se celebraran en 2025, pero se convocaron elecciones anticipadas después de que el gobierno renunciara debido a una disputa sobre la política de inmigración el 7 de julio de 2023. El primer ministro en funciones, Mark Rutte, ha anunciado que no liderará a su partido en las elecciones.

## Antecedentes
Las elecciones generales de 2021 dieron como resultado la formación del Gabinete Rutte IV, compuesto por el Partido Popular por la Libertad y la Democraci (VVD), la Llamada Demócrata Cristiana (CDA), los Demócratas 66 (D66) y la Unión Cristiana (CU). Mark Rutte continuó en su cargo como primer ministro.
El gobierno renunció el 7 de julio de 2023 después de que las cuatro formaciones no se pusieran de acuerdo sobre la reunificación familiar de los refugiados que huían de un conflicto armado.

## Sistema electoral
De conformidad con los artículos C.1, C.2 y C.3 de la ley electoral, las elecciones para la Cámara de Representantes se llevan a cabo cada cuatro años en marzo, a menos que se convoque una elección anticipada. Los 150 miembros de la Cámara de Representantes son elegidos por representación proporcional de lista abierta. El número de escaños por lista se determina utilizando el método D'Hondt. Una lista debe recibir un número de votos igual o superior a la cuota Hare para calificar para la distribución de escaños, lo que significa que hay un umbral electoral del 0,67%. Los votantes tienen la opción de emitir un voto preferencial. Los escaños ganados por una lista se asignan primero a los candidatos que, en votos preferenciales, han recibido al menos el 25 % de la cuota Hare (efectivamente, el 0,17 % del total de votos), independientemente de su puesto en la lista electoral. Si varios candidatos de una lista pasan este umbral, su orden se determina en función del número de votos recibidos. Cualquier escaño restante se asigna a los candidatos de acuerdo con su puesto en la lista electoral.

## Candidatos
| Candidato/Líder                           | Partido                                         | Ideología                                 |
| Partidos con representación parlamentaria | Partidos con representación parlamentaria       | Partidos con representación parlamentaria |
| ----------------------------------------- | ----------------------------------------------- | ----------------------------------------- |
| Dilan Yeşilgöz-Zegerius                   | Partido Popular por la Libertad y la Democracia | Liberalismo conservador                   |
| Rob Jetten                                | Demócratas 66                                   | Socioliberalismo                          |
| Frans Timmermans                          | Izquierda Verde-Partido del Trabajo             | Socialdemocracia                          |
| Geert Wilders                             | Partido por la Libertad                         | Nacionalismo                              |
| Henri Bontenbal                           | Llamada Demócrata Cristiana                     | Democracia cristiana                      |
| Lilian Marijnissen                        | Partido Socialista                              | Socialismo democrático                    |
| Esther Ouwehand                           | Partido por los Animales                        | Derechos de los animales                  |
| Thierry Baudet                            | Foro para la Democracia                         | Nacionalismo                              |
| Mirjam Bikker                             | Unión Cristiana                                 | Democracia cristiana                      |
| Caroline van der Plas                     | Movimiento Campesino-Ciudadano                  | Agrarismo                                 |
| Chris Stoffer                             | Partido Político Reformado                      | Derecha cristiana                         |
| Stephan van Baarle                        | DENK                                            | Socialdemocracia                          |
| Laurens Dassen                            | Volt Europa                                     | Federalismo europeo                       |
| Joost Eerdmans                            | JA21                                            | Liberalismo conservador                   |
| Edson Olf                                 | BIJ1                                            | Multiculturalismo                         |
| Partidos sin representación parlamentaria |                                                 |                                           |
| Mark van Treuren                          | Partido Pirata de los Países Bajos- Los Verdes  | Partido Pirata                            |
| Pieter Omtzigt                            | Nuevo Contrato Social                           | Democracia cristiana                      |
| Wybren van Haga                           | Interés de los Países Bajos                     | Populismo de derecha                      |

## Resultados
|  | 23.49 % |

|  | 15.75 % |

|  | 15.24 % |

|  | 12.88 % |

|  | 6.29 % |

|  | 4.65 % |

|  | 3.31 % |

|  | 3.15 % |

|  | 2.37 % |

|  | 2.25 % |

|  | 2.23 % |

|  | 2.08 % |

|  | 2.04 % |

|  | 1.71 % |

|  | 0.68 % |

|  | 0.51 % |

|  | 0.49 % |

|  | 0.42 % |

|  | 0.12 % |

|  | 0.09 % |

|  | 0.05 % |

|  | 0.05 % |

|  | 0.05 % |

|  | 0.04 % |

|  | 0.04 % |

|  | 0.01 % |

|  | 100.00 % |

|  | 77.75 % |